# 布德基夫
49°34′31″N 27°58′31″E / 49.57528°N 27.97528°E
布德基夫（烏克蘭語：Будків），是烏克蘭的村落，位於該國西南部文尼察州，由赫梅利尼克區負責管轄，面積0.86平方公里，海拔高度251米，2001年人口484，人口密度每平方公里562.79人。